# 露口茂
露口 茂（つゆぐち しげる、1932年〈昭和7年〉4月8日 - ）は、日本の俳優。東京府東京市生まれ（愛媛県 育ち）。
2024年現在は俳優業から引退状態にある。

## 来歴

### 生い立ち
身長175cm、血液型B型。愛称は露さん、露口ちゃん、山さん。
現在の東京都で生まれるが、太平洋戦争の影響で両親の故郷である愛媛県松山市に疎開し、同所で育つ。愛媛県立松山東高等学校卒業。一学年下には俳優・映画監督の伊丹十三や作家の大江健三郎がいる。高校時代は水泳、陸上やラグビー(ポジションはウイング)もやり、バスケットボール部で国体代表候補になるほどの腕前であった。愛媛大学文理学部人文学科甲（文学課程英語・英文学専攻）に通いながら、NHK松山放送劇団の劇団員として主にラジオドラマ（オーディオドラマ）などで活動した。

### 俳優座研究所時代
先輩に誘われて愛媛大学を2年で中退し、1955年に劇団俳優座演劇研究所付属俳優養成所に第7期生 として入所、井川比佐志、田中邦衛、藤岡重慶、山本學らと同期となった。同期の田中邦衛とポスター張りなどのアルバイトをする。田中邦衛は『週刊文春』2001年5月31日号の阿川佐和子との対談の中で露口について、「露さんは俳優座養成所の女子生徒みんなに『露口さん、おリンゴ食べる？』なんて言われて、俺たちは『なぁ〜にが、おリンゴだよ』なんて言って（笑）」とエピソードを語っている。1957年にNHKのテレビドラマでデビュー、1958年俳優座養成所を卒業、「劇団新人会」 に入団。

### 初期 (個性派の性格俳優としての活躍)
1959年、古川卓巳監督の日活映画『逃亡者』で映画デビューを果たし、同年には映画『女子大学生 私は勝負する』にも出演したが、劇中の水着のシーンに問題があるとして、たった一日で上映が打ち切られた。その後、劇団新人会を退団して1960年に小沢昭一らと共に「劇団俳優小劇場」 を旗揚げに参加、1962年には今村昌平作、演出、脚本の舞台「パラジ－神々と豚々」に北村和夫らと共に出演した。1971年に劇団俳優小劇場は解散。後に田村企画所属（共に劇団俳優小劇場に在籍して、『木曽街道いそぎ旅』で共演の山口崇、『太陽にほえろ!』でボンを演じた宮内淳と同事務所） となり、その後、露口茂事務所 を創立した（のちに閉鎖）。
舞台を中心に活動する一方、山田洋次監督の『霧の旗』、今村昌平監督作品、日活映画などやテレビドラマで、悪役、犯人役、好青年まで幅広く演じる、個性派の性格俳優として売れっ子になった。
1964年:今村昌平監督『赤い殺意』に出演、主演の春川ますみ演じる人妻を強姦し、やがて心臓病で死ぬアクの強い役を好演、一躍注目された。同年の中島貞夫監督の映画『くノ一化粧』では主演を務めた。
1966年:吉田喜重監督の『女のみづうみ』と成沢昌茂監督の『四畳半物語 娼婦しの』の演技により、第12回ホワイト・ブロンズ賞助演男優賞を受賞した。
1967年:今村昌平監督ドキュメンタリー映画『人間蒸発』に事件を追うレポーター役で出演。蒸発した男の行方を追う内容であり、蒸発した男の妻で出演者である一般人の女性と男の行方を追ったが、その女性が次第に露口に思いを寄せるようになるというハプニングが起こった。また今村から蒸発した大島を演じろと言われた露口は困惑して、しまいには精神的に疲れ果て俳優ではなく素人のようになってしまった、と今村が後に語っている。
1969年:TBS時代劇『水戸黄門』第一部に出演。東野英治郎演じる水戸黄門の命を狙う刺客、古川兵庫を演じた。また同年、五社英雄の『ジキルとハイド』に出演したが、難解な内容と暴力シーンの多さからスポンサーが付かず、一旦お蔵入りとなった。
その他『あゝ君が愛』（1967年、松竹、監督:野村芳太郎） 台本5ページ、出演者欄に露口の名前の記載があり、立て看板用のポスターにも名前が記載されているが、映画情報サイトなどでは出演者として名前の確認が出来ない。
1971年:NHKの連続テレビ小説『繭子ひとり』では、主人公に大きな影響を与え、男の優しさと悲しさを持った魅力的な男性像である北川編集長役を演じて絶大な人気を博し、NHK朝ドラ久々のクリーンヒットと言われた同作の立役者となる。

### 『太陽にほえろ!』出演開始から降板まで
1972年7月から1986年4月までの13年9ヶ月間、691話にわたって、刑事ドラマ『太陽にほえろ!』で露口の代表作ともなった山村精一警部補（落としの山さん）を演じた。以降しばらく『太陽にほえろ!』のスケジュールのため約10年間映画から遠ざかり、テレビのみの活躍となった。
1973年:大河ドラマ『国盗り物語』に出演。同ドラマの原作の一つとして取り入れられた、『梟の城』の主人公であり織田信長の命を狙う忍者・葛籠重蔵を演じた。この年『木曽街道いそぎ旅』にも山口崇とのダブル主演で出演、露口は、「三枚目で売り出したいと、事務所と話し合っていたときにこの役が来た。」と語り、演じる以上は最高に無口な、ニヒルな男を目指したという。
1974年:必殺シリーズ『暗闇仕留人』の石屋の大吉役のオファーを承諾したが、最終的には断った。当時多くの新聞、雑誌などには露口で決定とあり、露口版の設定は妻がいる設定であった。同年『編笠十兵衛』に小林平八役で出演。単なる悪役に収まらない、魅力的なキャラクターを演じた。1975年には『影同心』への出演も予定されていたようで、1974年12月28日のスポーツニッポン等には、渡瀬恒彦、金子信雄、旧知の仲の山口崇と並んで露口の名前がある。
1976年:大河ドラマ『風と雲と虹と』では、主役の加藤剛演じる平将門に好感を持つ一方で、彼の政治力への懸念と、坂東の大地を将門と朝廷との争いで荒廃させたくないとの判断から、最終回で涙を呑んで将門を弓矢で射殺す重要な役である、関東の豪族・田原（俵）藤太を演じた。なお、2016年の大河ドラマ『真田丸』で話題になった「黙れ小童!」というセリフは、『風と雲と虹と』と露口の大ファンであった脚本家の三谷幸喜がセリフを転用したもので、露口へのリスペクトを込めたものであった。
1980年:今村昌平監督『ええじゃないか』 で約10年ぶりとなる映画出演を果たし、キネマ旬報助演男優賞の候補者の一人にもなる。向田邦子原作のNHKドラマ『阿修羅のごとくパート2』で緒形拳の演じた里見鷹男の役を引き継いだ。
1981年:TBSドラマ『父母の誤算』では自身初の連続ドラマでの主役を務めた。
1982年フランスの映画情報誌Postif4月号今村昌平特集において、ええじゃないかの劇中写真が使用される形で桃井かおりと共に表紙を飾った。
1983年:TBSドラマ『誰かが私を愛してる』に出演。『週刊テレビ番組』昭和58年1月21日号のインタビューで「ヤマさんとは違う初のシティロマンドラマに大変気持ちが乗っている」こと、最初に話が来たのが前年の夏であったが、その後話が無く、企画が没になったかと思っていた頃、正式なオファーが来たことなどを語った、また撮影中、実際に外国人観光客からホテルマンと間違われることもあった。
1984年:五社英雄監督『北の螢』出演に際し役作りのため、『太陽にほえろ!』の劇中でも少し長髪になっている。
1986年4月:放映開始から約14年間ずっと山さん役で出演した『太陽にほえろ!』を、同年4月11日放送の第691話（スペシャル放送）「さらば! 山村刑事」の回を持って殉職という形でついに降板した。その前日の4月10日放送のワイドショー番組『ルックルックこんにちは』のインタビューに答え、山さんが好きであったこと、山さんを降りる寂しさ、そして山さんが重荷であったことを語った。 また雑誌にインタビューには「山さんを愛していたので淋しくなる。」と語った。当初山村刑事が栄転するという形が予定されていたが、露口の希望で殉職という形に変更された。
この変更について露口は「転勤で降板という形に対して山さんが首を横に振った。部下が殉職しているのに自分だけ生き残ることに山さんが違うと言った」と話していた。最後のシーンの撮影日（同年3月27日）には前年に太陽にほえろを降板した渡辺徹と太陽にほえろに出演中の地井武男も花を持って駆け付けた。

### 『太陽にほえろ!』 降板後
『太陽にほえろ!』以降はかなりの2時間ドラマの主演やスペシャルドラマなどに出演した。
1989年:フジテレビで放送された大地真央主演『女ねずみ小僧』に出演、現在までに、連続ドラマへの出演は最後ということになる。また番宣のため、フジテレビの『なるほど!ザ・ワールド』に大地らと出演した。
1992年: 人権問題啓蒙映画 『不意の旅人』では主演を務めた。
1994年:『土曜ワイド劇場』「森村誠一の終着駅シリーズ」第4作となる「碧の十字架」に主演、現在までに俳優として、最後の主演作で出演作である。
1995年:スタジオジブリの映画『耳をすませば』公開。バロンの声の吹き替えを務めた。これが俳優/声優として、現在まで最後の仕事である。
1990年代中期以降は終着駅シリーズを降板したり、2001年の今村昌平監督の映画『赤い橋の下のぬるい水』で北村和夫の演じた役などのオファーを受けたが断るなど表舞台からは遠ざかる。
1996年:『太陽にほえろ!』での露口の主演作からセレクトされたレーザーディスク・プロデューサーセレクション「山村刑事BOX」が販売された。
2001年:『週刊文春』2001年5月3・10日GW特大号の企画「あの人は同級生」で『太陽にほえろ!』についてインタビューに応じており、石原裕次郎の成城の自宅やハワイの別荘に誘われたが、一度も行かなかったことを後悔していること、一度だけ飲みに行ったこと、石原のレコードをもらったことなどを語った。
2009年:『週刊文春』8月13・20日夏の特大号のインタビューでは、元気であることや、良いオファーがあればまた出演を考える旨などを述べ、俳優復帰を期待させた。
2013年:『週刊女性』2013年5月14・21日合併号の企画「GW総力取材 '80年代に輝いていたあの芸能人の今でしょ!!」のインタビューでは、以前と変わらず、元気で普通の生活を送っているが、「役者として復帰は特に考えていません」と述べ、事実上俳優業から引退ととれる発言をした。また露口家に近い者の話として、オファーは多数あったが、復帰をしてまで演じたい役がなかったこと、今の時代に自分が演じたい役はないだろうと語っていた、とも記されている。
2019年、絶版になり、入手困難であった写真集『七曲署シリーズ 露口茂in太陽にほえろ!』が、復刊ドットコムで多数のリクエストを集め、復刊された。
「人生という多彩で、しかも底知れない奥行きを持ったドラマを演じきれる数少ない俳優のひとり」、「明るさの半面にねじ曲がった暗い影、小心さとふてぶてしさが同居するといった両極端の個性を演じられる俳優」、「内に情熱を秘めた静かな男を演じさせたら、露口茂ほど実在感を表現する役者はいない。」など、その演技力は高く評価された。

## 声優として
- ラジオドラマや海外作品の吹き替え、劇場アニメーションなど、声優としての実績も豊富。『刑事コロンボ』の日本語版演出担当者によると、当初コロンボの声の吹き替えは[注 15]、露口が第一候補とされていた[45]。NHK放映の『シャーロック・ホームズの冒険』ではシャーロック・ホームズ（ジェレミー・ブレット）役を吹き替え、当たり役となった。
- ジブリ映画『耳をすませば』でバロンの声を務めた。『COMIC BOX』1995年9月号のインタビューでは露口自身が「宮崎さんから依頼されたんですが、何しろアニメで、しかもネコの声をやるだけなんて初めてですし、こういうのはむしろ専門の方がいらっしゃるでしょうと、まずはお断りしたんですよ、宮崎さんと話しているうちにその魅力に引かれ、やはりこの宮崎さんとの貴重な出会いを大切にしたいなと思い、引き受けることにしました。」「なかなか自分で納得がいかないものですから、何度も自分からお願いして取り直させてもらったんです。何しろ猫である上に、全体のドラマの中でも核というか重要な役ですからね。台詞はほんの何行かですけどすごく重い、しかし重さを感じさせてはいけない。最後にようやく、まあこれならいいかと思える出来になりました。」と語っている[46]。露口のアフレコは他出演者の約2倍の時間をかけて行われ、本名陽子はその俳優としてのこだわりに驚いたと語っていた[47]。
- 『耳をすませば』の劇場パンフレットでは、ロマンや人の暖かさ、ぬくもり、優しさをメッセージとして折り込み、かつ斬新さを感じさせる宮崎の作品には是非出演したいという気持ちがあったが、アニメーションの声をこれまでに演ったことがなく、引き受けて本当にうまく出来るだろうかという気持ちで躊躇してしたが、実際に宮崎駿と会い、「バロンの声は露口さんしか考えられないんです。」と説得され、また宮崎の魅力と人柄に触れ、引き受けたい気持ちが決まり出演したことを語った。また、「精一杯やらせていただいたわけですが、バロンの声にそんな私の思いが出ていれば、と心から願っております。」とコメントを残している[48]。

## 『太陽にほえろ!』のエピソード
- 番組のプロデューサー・岡田晋吉は、露口が『文五捕物絵図』で演じた「あえて正義のために、愛のために、強力な相手に立ち向かっていく、男の怒りを表現した芝居」に感動し、『太陽にほえろ!』の企画に際して、真っ先に露口と出演交渉をし、人物設定を決めたと語っている[49]。露口の起用は、テレビ視聴者として重要な三十代、四十代の女性をテレビの前に釘付けにするための役割としてであった[50]。
- 当初山村刑事は短髪で、勤務中に麻雀に興じるアウトロー的な刑事であったが、露口が「刑事コロンボとは役柄が違うから意識はしていないが、演技のヒントは得た。」[51] と語っていたように、次第に推理力と洞察力を駆使した「落としの山さん」というキャラクターとして成長していった[50][52]。露口は1984年のインタでビューで、山村という男を「超真面目な人間である。」と分析している[12]。
- 「山さん」の役柄の設定については、露口と岡田、脚本家で実在の人物のように思われるほど激しい議論を重ねた。ドラマの中の人物を厳しく吟味して作り出したことは、プロデューサーの岡田にとってもかつてない経験であった[53]。
- 西村晃演じる犯人と取り調べ室で丁々発止を繰り広げ、本編のほとんどを2人だけで演じた第163話「逆転」をはじめとして、数々の犯人と1対1の対決をし、完全犯罪のごとき事件を解決していく「山さん」主演の「対決シリーズ」における露口の名演技によって、若い人の嗜好に合わせがちな『太陽にほえろ!』に大人の鑑賞に耐えうる内容が注入された。その結果、番組の視聴者の幅は大きく広がり、高視聴率を獲得する大きな要因となった[54]。岡田晋吉は、「太陽にほえろ!」が批評家や知識人からも肯定的な評価を得たのは露口の計算され尽くした演技による「山さん」の力に負うところ大と述べている[50]。
- 人質にとられた病弱の妻の命を守るために、犯人のいいなりに泥だらけのリンゴを口にして、妻に対する深い愛情を表現するなど、劇中で妻が亡くなるシーンにいたるまで、いくつもの素晴らしい夫婦愛の物語を演じた「山さん」は主婦から理想の男性像として受け入れられた[53]。この夫婦愛の物語の成功によって『太陽にほえろ!』は刑事の私生活を描くことに成功した[54]。特に第23話「愛ある限り」と第206話「刑事の妻が死んだ日」は不朽の名作と高く評価され、「山さん愛妻編」としてビデオ化された[55]。
- 少年少女の自殺が社会問題になっていた時期、露口の演技力に頼り、「山さん」主演でメイン視聴者である少年少女に向かって、「自殺をしてはいけない」と訴える話（第301話「銀河鉄道」）を作ったら、視聴者から「自殺を思いとどまった。」という手紙が寄せられたという[50]。
- 『太陽にほえろ!』で露口の主演もしくは主演と同等の扱いなのは87話分あり、竜雷太に次いで多く[56]、『太陽にほえろ!』出演者の中で唯一2話分のスペシャル版で主演を務めた[57]。
- 自身初の写真集である『露口茂in太陽にほえろ!』の出版にあたっても、露口が完全主義者であり、相当のこだわりを見せた[58]。
- 『太陽にほえろ!』出演時、露口に来るファンレターの数は、新人刑事に次ぐ[59]、あるいはそれをしのぐほど多いこともあり、中年層のみならず、若い女性からのファンレターも非常に多かった[12]。いつも冷静でボスを助け、派手な動きはないが、行動を起こせば決断が速く、的確で、ほかの刑事たちの中心となる。その考える顔つきは刑事というより、大学教授みたいな大人のムードがあるのが、中年婦人にもてる理由と言われた[59]。
- 露口、そして石原裕次郎が共に高校時代バスケットボールをしていたことから、露口は石原と一緒にバスケットボールを取り入れたエピソードをやりたいと語っていた[8]。
- 1984年には番組を楽しみながらマイペースでやっているが、同時に番組に対しても、俳優としてもさまざまな葛藤があることも語り[12]、1985年渡辺徹が演じるラガー刑事が降板の際、渡辺に、そろそろ自分も降板したいと語っていた[60]。
- 自身最後の出演となった「さらば! 山村刑事」の回では、『太陽にほえろ!』の最後のカットは通常、主人公のボス（石原裕次郎）のカットで番組が終わるが、自身の番組からの卒業でもあるので、どうしても自分のカットで終わって欲しいと、同エピソードの監督を務めることが決まっていた高瀬昌弘、プロデューサーの梅浦洋一らに何度も求めたが、ルールは変えられないと却下された[61]。撮影の際ロケバスに乗り込んできた高瀬に露口が右手を差し出し握手を求めたので、高瀬が「あの件ならダメですよ。」と言うと、露口は「もう諦めました、予定通りボスのカットで終わってください。」と答え2人は握手をした。しかし後日高瀬の判断により、ビルからボスが見下ろした山村刑事のカットが差し込まれ、最後のシーンとなった[61]。またこの殉職シーンのロケ中、高瀬が露口のスタンドインで立っていると露口がバスから降りて高瀬のもとへやって来たので「ライティングに時間が掛かるので、ロケバスの中で待っていてください。」と露口に言うと、「太陽最後の日であると考えると、震えてしまうので、スタンドインは自らやりたいと。」と自らライティングに参加したというエピソードも、高瀬が明かしている[61]。高瀬はかたくなに自身の全ての演技にこだわる露口の姿が心地よく、強く心を引かれ、好きであったと、自身の著書に記した[61]。

## 人物
- 自身のプライベートを極度に大切にしているため、親しい間柄の人間にもプライベートなことは決して語らず、『太陽にほえろ!』のスタッフや関係者でも、既婚であると知る者は少なかった[4]。
- 俳優はあくまでも役を演じている自分を見てもらうことが重要という考えで、プライベートなことを余り語ろうとはしなかった[62]。また壁にぶつかる事が俳優として重要であると話していた[62]。
- 仕事に対しては準備稿の段階から台本を受け取り役に臨んだり[4]、監督とディスカッションするなど、妥協を許さず、ストイックだが、普段はひょうきんで、冗談を言ったり、鼻歌を歌うこともある、また演技に行きづまる若手にはさりげなくアドバイスをすることもあった[4][63]。
- たくさんのCMのオファーがあったが、シャイであることを理由に固辞し続けていた[64]。また、マスコミがあまり好きではなく、写真も嫌いで、インタビューをあまり受けなかった[4][62]。CM、テレビ番組の司会なども器用にこなす同じ事務所所属の山口崇の器用さを羨ましいと言っていたという[4]。
- 松田優作は『太陽にほえろ!』に出演していた時、石原裕次郎以外の共演者に手を挙げてしまうことがあったが、露口の事は演技に真摯に取り組む姿などから「素晴らしい人」であると思い、決して手を出さなかったという[65]。また露口は後年、松田が開催したライブにゲストとして顔を出したことがあった。
- 勝野洋はインタビューで露口の芝居の間の取り方が上手いので、間の取り方を真似ていたと語っている[66]。またいつも露口の芝居を注意深く観察していたと話し、芝居が細かく、声もそれほど出さないが、それでいて存在感があったと話していた[67]。ストイックに役に臨む露口を見て、俳優とはこういうものなのか、と思ったとも語っている。また木之元亮も同様に、「撮影がはじまると余計なことは一切言わず、自分の役に持っていこうとする」露口の態度を見て、役者のあり方についてこういうものかと語っている[68]。ゴルフを一緒に楽しんだ小野寺昭も、「仕事にかける意欲、仕事を見つめる目など、とにかくひとつひとつ真面目に取り組んでいた。」と述べている[69]。
- 宮内淳は、「芝居はふつう目でやると言われているが、口もとでやるもの。」という露口の言葉と、後輩に対してもいい加減な態度は許さず、セリフだけでなく撮影所での態度や礼儀作法などすべてに細かく注意して役を考え抜いた露口の態度に影響を受けた[69]。
- ボスを演じた石原裕次郎は、露口を「”太陽”になくてはならない男」と評している[69]。
- ファンに対しても実に誠実で、『太陽にほえろ!』浜松ロケの際は風邪気味で体調不良にもかかわらず夜中にどうしても露口に会いたいと訪ねて来たファンにも面会をした[18]。また三田村邦彦は、撮影所に渡辺徹のファンが押しかけて撮影に支障が出た時に、露口が「渡辺のところに来たファンなのだから、他の人が言うのではなく、渡辺自身の言葉で誠心誠意、「いま撮影中なので協力お願いします。」と言う必要があると語り、ファンに対しても実にきちっとした対応が印象に残ったと証言している[69]。
- NHKの連続テレビ小説『おはなはん』『繭子ひとり』や『太陽にほえろ!』などで特に主婦層に多大な人気を得ていた[11]。『繭子ひとり』で露口演じる北川編集長は職場で倒れ死ぬ役柄であったが、男の優しさと悲しさを併せ持った魅力的な男性像が絶大な人気を博し、主婦層ばかりか同年配の男性支持が非常に高かった。視聴者からの延命嘆願がNHKに多数寄せられたばかりか[4][70]、助命嘆願の男性ファンがNHKに直接押しかけてスタッフを驚かせた[44]。部下をはじめ北川編集長を慕う人たちが集まる臨終シーンでは、減食や無精ひげで役作りにひと工夫、涙のシーンの迫力を増し、NHK朝のドラマ久々のクリーンヒットと言われた同作の立役者となった[71]。
- 昭和54年10月25日の雑誌「クロワッサン」の読者が選ぶ美しい40代男性版ベスト30人の3位に選ばれ[72]、婦人週刊誌やTV情報誌などでは、よくナイスミドルと評された[38]。当時の芸能界にもファンが多く、女優の太地喜和子は露口の名前を理想の男性として挙げていた[4]。
- 『文五捕物絵図』の放送時、婦人会のイベントに連れていかれ、そこで婦人方から黄色い声援が飛んできたが、「主演の杉と間違えているんではないのかと思い、そして自分にこんなにたくさんの婦人層のファンが居たことに驚いた。」と話した[11]。明るさとねじ曲がった暗い影、小心さとふてぶてしさが同居する両極端の個性を演じられ、いつもどこかが醒めている不器用さ、静かさと男の強さと優しさを感じさせる演技と雰囲気が女性に人気だと評されていた[44]。
- 極度の高所恐怖症で、飛行機が苦手[4]。そのため、地方など遠方へのロケの場合、他の出演者が飛行機で移動する一方で露口だけは列車で移動するという手段をとるかそのまま東京に残るというケースが多かった[4]。また『太陽にほえろ!』の海外ロケにも、こういった理由で不参加となっている[73]。
- 1975年より1986年まで毎年日本テレビから販売された『太陽にほえろ!』公式カレンダーには、出演者のサインがプリントされていたが、露口のサインだけは毎年少しずつだが形が異なっていた[74][75]。
- 趣味はクラシック音楽鑑賞、ゴルフ（シングル）[76]、好物は、うなぎ[18]。『太陽にほえろ!』共演の小野寺昭、プロデューサーの岡田晋吉、江戸シリーズで共演の小林桂樹、近藤洋介などとは共にゴルフをプレイした[19]。

## 出演作品（俳優）

### 映画
太字の題名はキネマ旬報ベストテンにランクインした作品
- 逃亡者（1959年、日活） - 岡田孝
- 女子大学生 私は勝負する（1959年、東宝） - 大木真
- 赤坂の姉妹より 夜の肌 (1960年、東京映画） - 宮内義彦
- 漫画横丁 アトミックのおぼん 女親分対決の巻（1961年、東宝） - 坂本福一
- 山河あり (1962年、松竹)[77]
- にっぽん昆虫記（1963年、日活） - 本田俊三
- 赤い殺意（1964年、日活） - 平岡
- くノ一忍法（1964年、東映） - 坂崎出羽守
- くノ一化粧（1964年、東映） - 天草扇千代 (主演[78][注 16])
- 河内ぞろ 喧嘩軍鶏（1964年、日活） - ペットの梅
- 黒い猫（1965年、東映） - 三木
- 霧の旗（1965年、松竹） - 柳田正夫
- 四畳半物語 娼婦しの（1966年、東映） - 大島竜吉
- 女のみづうみ（1966年、松竹） - 桜井銀平
- 女は復讐する（1966年、松竹） - 小梶裕一郎
- さそり（1967年、松竹） - 山下刑事
- 人間蒸発（1967年、ATG / 日本映画新社）
- 忍者武芸帳（1967年、創造社・ATG） - 明智光秀 役(声の出演)
- 続・組織暴力（1967年、東映） - 田沢
- 雌が雄を喰い殺す かまきり（1967年、松竹） - 山岡満
- スクラップ集団（1968年、松竹） - ケース
- 闇を裂く一発（1968年、大映） - 江森刑事
- 無頼 黒匕首（1968年、日活） - 竹宮国松
- 女賭博師さいころ化粧（1969年、大映） - 八丁荒しの政吉
- 関東おんな悪名（1969年、大映） - 五十嵐隆一
- 秘剣破り（1969年、大映） - 長尾龍之進
- 博徒無情（1969年、日活） - 赤間竜吉
- 代紋 男で死にたい（1969年、日活） - 野中鉄次郎
- 与太郎戦記（1969年、大映） - 伊藤
- 私が棄てた女（1969年、日活） - 刑事
- あゝ海軍（1969年、大映） - 山下六助兵曹
- あゝ陸軍隼戦闘隊（1969年、大映） - 正木中尉
- 富士山頂（1970年、日活 / 石原プロ） - 富沢
- 逆縁三つ盃（1971年、日活） - 潮桂三
- 子連れ狼 子を貸し腕貸しつかまつる（1972年、東宝 / 勝プロ） - 柳生蔵人
- ええじゃないか（1981年、松竹） - 金蔵
- 北の螢（1984年、東映） - 男鹿孝之進
- ラブ・ストーリーを君に（1988年、東映） - 千葉茂樹
- さよなら、こんにちわ（1990年、アルゴプロジェクト / NTV） - 中川一雄
- 流転の海（1990年、東宝 / NTV） - 筒井剛
- 不意の旅人（1992年、東映 / 総務庁） - 杉山良平 ※人権問題啓蒙映画 (主演)

### テレビドラマ
- 東京の虹（1957年、NHK）
- 少年航路（1958年、TBS）
- ここに人あり（NHK）
  - 第44話「母の碑」（1958年）
  - 第77話「壁さえぎるとも」（1960年）
  - 第122話「ある闘い」（1960年）主演
- 「私の秘密」以後（1958年、NHK）
- 雑草の歌 第8話「富士に勝った男」（1958年、NTV）
- 夫婦百景（NTV）
  - 第15話「関白亭主とその妻」（1958年）
  - 第111話「技能賞女房」（1960年）
  - 第137話「御降嫁型女房」（1960年）主演
  - 第197話「結婚試験」（1962年）
- 遭難（1959年、TBS）
- テレビ劇場（NHK）
  - 怒濤の中のうた声（1959年）
  - 夜の触手（1960年）
  - 追いつめられた…（1960年）
  - 帆綱の切れるとき（1961年）
  - 二重結婚（1962年）主演
  - 瀬戸内海（1963年）
- 私だけが知っている（NHK）
  - ホテルの客（1960年）
  - 嘘（1961年）
  - 推理小説入門（1961年）
  - 死の舞踊（1961年）
- ダイヤル110番 第158話「飢え」（1960年、NTV） ※主演
- 奇妙な遊び（1960年、NHK） ※主演
- 戦争（1960年、CX）
  - 第3話「顎」 役
  - 第21話「リング」※主演
- 三菱ダイヤモンド劇場 / 馬淵川（1960年、CX） - 幸蔵
- 日立劇場（TBS）
  - 友情の朝（1960年）
  - これが恋愛だ（1961年）
  - 父と子の山（1961年）
- 慎太郎ミステリー 暗闇の声（TBS）
  - だれ?（1960年）主演
  - 遙かなる旅路（1960年）
  - 晩い夏に（1960年）主演
  - そして三人が…（1960年）主演
- ドキュメンタリードラマ・指名手配（NET）主演
  - 第10話、第11話「町の毒草（前編、後編）」（1960年）
  - 第81話、第82話「黒衣の花嫁（前編、後編）」（1961年）
  - 第89話「総合手配第三号」（1961年）
  - 第108話、第109話「恐喝者（前編、後編）」（1962年）
- おかあさん 第1シリーズ（CBC）
  - 第39話「夏ひらく」（1960年）
  - 第118話「水仙」（1962年）
- これが真実だ 第33話「葛飾北斎」（1960年、CX）
- けれど夜明けに（1960年、NHK）主演
- それが言えない（1960年、NHK）※第15回芸術祭参加作品
- グリーン劇場（TBS）
  - 第13話「怒りの果実」（1960年）
  - 第20話「密航」（1961年）主演
- 松本清張シリーズ・黒い断層（TBS）
  - 第27回 - 第29回「失踪」（1961年）
  - 第43回、第44回「反射」（1961年）
- 愛の劇場 / わかれる日（1961年、NTV）
  - その夜は雨だった（1961年、NTV）主演
  - 口笛を聞くと 126回（1961年、NTV）主演
- 運（1961年、NTV）
- 畏れ多くも将軍家 第15話「侍」（1961年、CX）
- 源氏鶏太シリーズ めでたい風景（1961年、TBS）
- 創作劇場（ETV）
  - 三日月の影 尼子十勇士戦記（1961年）
  - 秘密製品（1963年）
- 室内楽（1961年、ETV） ※主演
- 若き日の摂津守（1961年、NTV） ※主演
- 決定的瞬間（1961年、NTV）
  - 第21話「遙かな国から来た男」
  - 第23話「殺さないで」
  - 第24話「53分の1」主演
- しづけさや（1961年、NTV）
- 東京の人（1961年、CX）
- サンヨーテレビ劇場 / 大出世物語（1961年、TBS）
- 黒百合城の兄弟（1961年 - 1962年、NHK）
- NECサンデー劇場 / 女はいつでも（1961年、NET）
- テレビ指定席（NHK）
  - 道（1961年）
  - 婚前未定旅行（1965年） ※主演
  - はらから（1965年） [79] - 田丸 ※芸術祭奨励賞受賞作品
  - 忘れ霜（1966年）
- 東芝日曜劇場（TBS）
  - 第289話「町から町へ」（1962年）
  - 第509話「玉子の結婚」（1966年）
  - 第520話「秋の蝶」（1966年） - 西条修一 ※主演 ※第21回芸術祭奨励奨励賞受賞作品
  - 第722話「おりょう」（1971年） - 銀次
  - 第1505話「東京の秋（前編） 家族ふたつ」（1985年） - 有坂慶司
  - 第1506話「東京の秋（後編） 愛、けれど－」（1985年） - 有坂慶司
  - 第1620話「春の雪ふる、女は…」（1988年）- 島木克彦
  - 第1727話「博多人情屋台酒」（1990年）- ロクさん ※主演
- 松本清張シリーズ・黒の組曲（1962年、NHK）
  - 第15話「詩人と電話」 - 宗尾
  - 第38話「赤猫」 - 全2回主演
- お気に召すまま（1962年、NET）
  - 第5話「幽霊会社」
  - 第10話「セールスの秘訣」
- 名作推理劇場 / 警察物語 非情（1963年、NET）
- 感傷夫人（1962年、CX）
- 文芸劇場 直木賞受賞作シリーズ（1963年、NHK）
  - 第64話「女人の館」
  - 第74話「英語屋さん」
- 妻は告白する（1963年、CX）
- 新日本百景 第8話「ジャガイモと風船 札幌」（1963年、NHK）
- 裸の恋人 第3部 宝塚篇(1) 第16話（1963年、CX） - 松田四郎
- 三匹の侍 第14話「浪人墓場」（1964年、CX）
- 近鉄金曜劇場
  - 女は希っている（1963年、RKB）
  - 愛とこころのシリーズ 幸子とともに（1966年、ABC）
- 風雪（NHK）
  - 当世書生気質（1964年） - 須河
  - 炎の女（1964年） - 小林樟雄
- 弾丸列車（1964年、NHK） ※主演
- 喜びも悲しみも幾歳月（1965年、TBS） - 鈴木
- ライオン奥様劇場 / 愛染かつら（1965年、CX） - 中田正弘
- 家庭劇場 / 悦ちゃん（1965年、NHK）
- NHK劇場（NHK）
  - 旅ゆけば（1965年） ※主演
  - 写楽はどこへ行った（1968年） - 十返舎一九※第20回イタリア賞参加・※第8回日本テレビフィルム技術賞受賞
  - 三十六人の乗客（1969年） - 鳥集刑事 ※主演
- 日産スター劇場 / 未亡人と四人の紳士（1965年、NTV）
- 流れる雲（1965年、KTV）
- 四季に花咲く ふたりの休日（1965年、NHK）
- ポーラ名作劇場 / いのちある日を（1965年、NET）
- ザ・ガードマン（TBS）
  - 第65話「口笛を吹く悪魔」（1966年） - 大町
  - 第123話「現代牡丹灯籠」（1967年） - 木原
  - 第218話「サラリーマンは夜に勝負する」（1969年） - 矢吹ジュンイチ
  - 第301話「ヌードモデル高校生殺人事件」（1971年）
  - 第329話「怪談・氷の中のヌード美人」（1971年） - ミチコの夫
- 銭形平次 第9話「兄弟ふたり」（1966年、CX） - 弥太郎
- おらんだ正月（1966年、NHK）
- 幸子とともに（1966年、ABC）
- 連続テレビ小説（NHK）
  - おはなはん（1966年） - 大作
  - 繭子ひとり（1971年 - 1972年） - 北川隆史編集長 ※芸術選奨文部大臣賞受賞作品
- 新・新三等重役 第3話（1966年、NTV）
- 特ダネ記者（1966年、NTV）
- 若者たち 第34回「鈴蘭を苅った男」（1966年、CX） - 向井
- とく妻さん（1967年、NTV）
- 伏見の馬卒（1967年、CX）
- 大岡政談 池田大助捕物帳 第35話（1967年、NHK）
- 文五捕物絵図（1967年 - 1968年、NHK） - 丑吉
- ローンウルフ 一匹狼 第25話「狂犬の罠」（1968年、NTV）
- 風 第40話「刀の中の顔」（1968年、TBS） - 池田種之助
- キイハンター（TBS）
  - 第22話「悪党ダービー」（1968年） - 伊吹英男
  - 第156話「世界殺人結社ただ今到着」（1971年） - 緒形（元FBI捜査官）
  - 第164話「わたしは大空の死刑執行人」（1971年） - 野坂（国際ジャーナリスト）
  - 第173話「首のない女と男の戦争」（1971年） - 杉崎達也
- お庭番 第13話 - 第16話（1968年、NTV） - 遊佐新九郎
- 五人の野武士 第2話「剣豪 暁の対決」（1968年、NTV） - 雲見左馬之介
- 水戸黄門 第1部 第1話～第5話、第13話（1969年、TBS、C.A.L） - 古川兵庫
- 鞍馬天狗（1969年 - 1970年、NHK） - 黒姫の吉兵衛
- 愛妻くんこんばんは 第34話「ブルー・サンデー」（1968年、TBS） ※主演
- おんなの劇場（1969年、CX）
  - 五辨の椿
  - 離縁 - 音吉
- 銀河ドラマ（NHK）
  - 女優 わが道（1969年） - 辻本重吉
  - 京の川（1969年）
  - おしん（1969年）
  - 求む人間（1970年）
  - 満開の時（1971年） - 美空ひばり演ずる主人公の兄
  - ゼロの焦点（1971年） - 本多良雄
- 見合い恋愛 第10話「見合い異議あり」（1969年、NTV） - 多田信彦（呉服屋の若主人）
- 怪奇ロマン劇場 第20話「怪談蟻地獄」（1969年、NET）
- 花と狼 第10話（1969年、CX）
- 土曜劇場 / 春一番(3)（1970年、CX）
- 鬼平犯科帳 (八代目松本幸四郎版) 第1シリーズ 第56話「金太郎そば」（1970年、NET / 東宝） - 由松
- おんなの劇場 / 春の雪（1970年、CX）
- 柳生十兵衛 第18話「隠密子守唄」（1971年、CX） - 利兵衛
- 大忠臣蔵（1971年、NET） - 密偵・禹助
- 清水次郎長（1971年、CX） - 黒駒勝蔵 役
- 怪奇十三夜 第5話「髑髏妻の怪」（1971年、NTV） - 滝五郎 ※主演
- 火曜日の女 / 九月は幻の海（1971年、NTV） - 河合信也
- 天皇の世紀 第7話「黒い風」（1971年、ABC） - 尾高長七郎 ※主演
- 遠山の金さん捕物帳 第44話「地獄から来た女」（1971年、NTV） - 村木又四郎
- 忍法かげろう斬り 第10話「男が死ぬとき」（1972年、KTV） - 楓小十郎
- 太陽にほえろ! 第1話「マカロニ刑事登場!」 - 第691話「さらば! 山村刑事」（1972年7月 - 1986年4月）、 - 山村精一刑事（警部補・山さん）
- 水曜ドラマ / 庖丁（1972年、NHK）
- 大岡越前 第3部 第13話「恐怖の連判状」（1972年、TBS） - 小十郎
- ブラザー劇場 / 熱血猿飛佐助（1972年、TBS） - 戸沢白雲斎
- お祭り銀次捕物帳（1972年、CX） - 一本長兵衛
- ジキルとハイド（1973年、CX） - 毛利刑事
- 大河ドラマ（NHK）
  - 国盗り物語（1973年） - 葛籠重蔵（20 - 24、26、27、33 - 38、40、41、43、45 - 50話）
  - 風と雲と虹と（1976年） - 田原(俵)藤太（1、27 - 29、37、38、40 - 43、46、48 - 52話）
- 無宿侍 第1話「掟討ち」（1973年、CX） - 松丸
- 木曽街道いそぎ旅（1973年、CX） - 裏街道の銀次
- 編笠十兵衛（1974年 - 1975年、THK） - 小林平八
- 江戸の旋風シリーズ（CX）
  - 同心部屋御用帳 江戸の旋風 第26話「秋祭りの女」（1975年） - 与三郎
  - 同心部屋御用帳 江戸の旋風II（1976年） - 島津半蔵
  - 同心部屋御用帳 江戸の旋風III（1977年） - 島津半蔵
  - 同心部屋御用帳 江戸の旋風IV（1978年） - 島津半蔵
- 姿三四郎（1978年、NTV） - 矢野正五郎
- 江戸の渦潮（1978年、CX） - 目明かし辰蔵
- 江戸の激斗（1979年、CX） - 毛間内以蔵
- 土曜ドラマ / 阿修羅のごとく パートII（1980年、NHK 全4回） - 里見鷹男
- 木曜ゴールデンドラマ（YTV）
  - この命に愛を! たとえ望まれぬ赤ちゃんでも私は殺せない!!（1980年） - 広野達郎 ※主演
  - 黒い棘（1982年） - 天野葉蔵検事 ※主演
  - 生命ふたたび（1983年） - 岩田一郎 ※主演
  - わが娘の哀しみが聞こえる（1985年） - 山口善三 ※主演
  - 看護婦物語II（1987年）
- 金曜ドラマ / 父母の誤算（1981年、TBS　全13回） - 中林繁雄（校長） ※主演
- 火曜サスペンス劇場（NTV）
  - 暗い循環（1982年） - 浅川進 ※主演
  - お連れの方（1986年） - 千田隆一（弁護士）
  - 絢爛たる欲望（1987年） - 伊山恵介
  - 虚構の空路（1987年、大映映像） - 光永岩夫
  - 追いつめられた女（1988年） - 跡見周三刑事
  - 薔薇色の罠（1989年、松竹） - 高原明彦
  - 山岳ミステリー（1989年 - 1991年、大映テレビ） - 筑前由紀夫刑事 
    - 第1話「大雪山殺人事件」（1989年）[注 17]
    - 第2話「尾瀬湿原殺人事件」（1990年）
    - 第3話「八甲田山死の誘い」（1990年）
    - 第4話「津軽竜飛岬 風の殺意」（1991年）
    - 第5話「白馬岳 殺意の峰」（1991年）

  - 娘という名の他人（1994年5月） - 三村禄郎刑事 ※主演
- 木曜座 / 誰かが私を愛してる（1983年、TBS） - 矢崎泰一郎
- 大奥 第26話「ある貴婦人の殺意」 - 第29話「渚の体験」（1983年、KTV） - 徳川家宣
- 時代劇スペシャル（CX）
  - 裏切りの報酬 追放者・九鬼真十郎（1983年） - 九鬼真十郎 ※主演
  - 怪談津の国屋 半七捕物帳（1983年） - 三河町の半七親分 ※主演
- 土曜ワイド劇場（ANB）
  - 松本清張の寒流 銀行を手玉にとった女 さよなら支店長（1983年） - 沖野一郎 ※主演
  - 仮面法廷（1987年） - 玉木造 ※主演
  - 名探偵金田一耕助(3) / 三つ首塔（1988年） - 上杉誠也 ※小野寺昭主演版
  - Xマスには死化粧を! 光の国のアリス連続殺人（1989年） - 鷹森明生 ※主演
  - 森村誠一の終着駅シリーズ（1990年 - 1994年） - 牛尾正直刑事 ※主演
    - 第1話「終列車新宿発23時20分 アルプス号に乗った2組の男女 発車ベルは殺人の幕開け…」（1990年12月8日放送）
    - 第2話「信濃大町発7時53分あずさ8号 殺意のめぐり逢い ホテル逆密室の謎」（1992年）
    - 第3話「死刑台の舞踏 華やかな結婚式に殺人の祝福が…盗み撮りされた美しい獲物!」（1992年）
    - 第4話「碧の十字架殺したはずの女の知られたくない秘密…」（1994年）
- 木曜ドラマストリート / 熱血女先生 まるでセンチな乙女のように！（1986年、CX） - リュウイチ
- 水曜ドラマスペシャル / 秘められた関係（1986年、TBS） - 亘理靖皓
- 年末時代劇スペシャル（NTV）
  - 白虎隊・前編（1986年） - 秋月悌次郎
  - 田原坂（1987年） - 島津久光
- ザ・ドラマチックナイト / 松本清張の地方紙を買う女（1987年、CX） - 杉本隆治 ※日本テレビ技術協会主催・第27回日本テレビ技術賞（撮影部門）受賞作品
- 金曜女のドラマスペシャル（CX）
  - 二重裁判（1987年）
  - もう一人の乗客（1987年） - 鬼頭刑事
  - 愛人ヨーコの遺書（1988年） - 益田三津男
- 男と女のミステリー（CX）
  - 丹後・宮津殺人岬（1988年、大映テレビ） - 磯村俊介
  - しらべる女（1988年） - 塩月哲哉
- 女ねずみ小僧（1989年、CX） - 内藤美濃守直康
- 月曜・女のサスペンス（TX）
  - 艶やかな死神（1989年） - 東原刑事 ※主演
- 鬼平犯科帳スペシャル / 雲竜剣（1990年、CX / 松竹） - 堀本伯道
- ドラマスペシャル / 鹿鳴館の貴婦人（1990年、ANB） - 大山巌
- 時代劇スペシャル / 鳴門秘帖（1990年、TBS） - 甲賀流忍術宗家の幕府隠密・世阿弥（よあみ）
- 世にも奇妙な物語 第2シリーズ 第104話「三人死ぬ」（1991年、CX） - 武内（弁護士）
- 鎌倉恋愛委員会 第1話「ラインダンス」（1991年、TBS）
- 運命峠 (1993年、CX) - 柳生但馬守宗矩

### バラエティー・情報
- カックラキン大放送（NTV） ゲスト
- '87ニュー・スペシャル「ザ・日本100景」 元旦ネイチァリングスペシャル（1987年、ANB） レポーター
- 「酒井広のうわさのスタジオ」追悼特集「14年4カ月続いた　太陽にほえろ！　ボス!!裕次郎を偲んで」（1987年、NTV）ゲスト
- なるほど!ザ・ワールド'89春の3時間半スペシャル（1989年、CX）ゲスト

## 出演作品（声の出演）

### ラジオドラマ
- 放送劇 沖縄（1958年、文化放送）
- ながす（1959年、文化放送）
- コイの子テンチの旅（1960年、NHKラジオ第1放送）
- 紙屑は屑籠に（1960年、TBSラジオ）
- 一人だけの出来事（1962年、ニッポン放送）
- フランケンシュタインの怪物1（1962年、ニッポン放送）
- フランケンシュタインの怪物2（1962年、ニッポン放送）
- パンタグラフは知っている（1962年、NHKラジオ第1）
- 青年の日記（1962年、NHKラジオ第1）
- 一人だけの出来事（1962年、ニッポン放送）
- はらいそう（1962年、NHKラジオ第1） - 天草四郎 役
- 地中海（1963年、NHKラジオ第1）
- おばたちの大時計（1963年、NHKラジオ第1）
- ガラスの靴／パルタイ地中海（1963年、NHKラジオ第1）
- 草の情（1963年、ニッポン放送）
- 過去からの客（1963年、NHKラジオ第1）
- 島〜ラジオのための作品（1964年、NHKラジオ第1）
- 壁をへだてた目撃者（1964年、NHKラジオ第1）
- 長崎の人[1] - [4]（1964年、NHKラジオ第1）
- 世界冒険物語（1965年、NHKラジオ第1）
- 輝け地球よ（1965年、NHKラジオ第1）
- 三千世界の…（1965年、NHKラジオ第1）
- ゼロ・アワー（1965年、NHKラジオ第1）
- 登れ!マッターホルン（全24回）（1965年、NHKラジオ第1）
- 春の雪（1965年、NHKラジオ第1）
- ひるがえる旗の意味（1965年、NHKラジオ第1）
- 黄色い風船（1965年、NHKラジオ第1）
- 跫音（1965年、NHKラジオ第1）
- 御先祖様万歳（1965年、NHKラジオ第1）
- 陶酔への御招待（1965年、ニッポン放送）
- 一つの部屋千の部屋（1965年、TBSラジオ）
- 馬橇（1965年、NHKラジオ第1）
- 武蔵野夫人（1965年、TBSラジオ）
- フェデリコの死（1966年、NHKラジオ第1）
- 黒潮幻想（1966年、NHKラジオ第1）
- 空港にて（1966年、NHKラジオ第1）
- 他人の死（1966年、TBSラジオ）
- レベル・オフ〜ある航空管制官の記録　ドキュメンタリー（1966年、NHKラジオ第1）
- 泣くのはいやだから（1966年、NHKラジオ第1）
- 野に下る右近（1966年、NHK-FM放送） - 高山右近
- 雲とへだつ（1967年、NHKラジオ第1）
- ジャズ・カントリー（1967年、NHKラジオ第1）
- ヨネカワの人（1967年、NHKラジオ第1）
- アダコの唄（1967年、NHKラジオ第1）
- 足音（1967年、NHKラジオ第1）
- 東京のザシキワラシ（1968年、NHKラジオ第1）
- ア・ハード・デーズ・ナイト[つらい日の夜]（1968年、NHKラジオ第1）
- 巡礼（1968年、NHKラジオ第1）
- 遺愛の歌（1968年、日本放送）
- 悲しみの森へ（1968年、TBSラジオ）
- 釣巡礼（1969年、NHKラジオ第1）
- 夏（1972年、NHKラジオ第1）

### 劇場アニメ
- 耳をすませば[注 18]（1995年、スタジオジブリ・東宝） - フンベルト・フォン・ジッキンゲン男爵（バロン） 役

### 吹き替え
※太字は、主役・メインキャラクター。

#### 担当俳優
ロイ・シネス
- インベーダー（1967年 - 1968年、デビッド・ビンセント）※NET版
- 決死圏SOS宇宙船（1972年、グレン・ロス大佐）※NET版

#### 映画
- 白銀の嶺（1950年、マーティン・オードウェイ〈グレン・フォード〉）
- ウォタルー街（1965年、テッド・パーヴィス〈スチュワート・グレンジャー〉）※NHK版
- 大酋長（1967年、ロバート・パリッシュ少佐〈デイル・ロバートソン（英語版）〉）※NET版
- モンパルナスの灯（1967年、モジリアニ〈ジェラール・フィリップ〉）※NHK版
- 人間の運命（1971年、ソコローフ〈セルゲイ・ボンダルチュク〉）※NHK版[80]
- ブブアンの海賊（1972年、アサリ〈海賊））※東京12ch版

#### ドラマ
- スミスという男（英語版）（1961年、トム・スミス〈オーディ・マーフィ〉) ※フジテレビ版
- シュガーフット（1962年）
  - 第18話　『野望の山』※フジテレビ版[注 19]
- ヒッチコック劇場
  - 第8話『居候』(1963年 - 1964年、レイ・ロスコー〈ロバート・スターリング（英語版） 〉※フジテレビ版
- シャーロック・ホームズの冒険（1985年 - 1995年、シャーロック・ホームズ〈ジェレミー・ブレット〉) ※NHK版[注 20]

### 教育・教養番組
- 印象派 光と影の画家たち（1981年、TBS）朗読

## 舞台
劇団俳優座演劇研究所付属俳優養成所時代
- アルトナの監禁された人たち
- 野に下る右近
- カーヴ
- マリアの首　(昭和35年2月)
- 真夏の夜の夢

劇団俳優小劇場時代
- 真田風雲録　1962年5月　(千田是也演出)
- パラジ－神々と豚々　1962年12月 - 清三 役
- 剣ヶ崎（立原正秋　原作、脚本） 第21回文部省芸術祭参加 1966年10月

その他『太陽にほえろ!』降板後も舞台出演がある。

## バラエティー・情報番組
- カックラキン大放送（NTV） ゲスト
- '87ニュー・スペシャル「ザ・日本100景」 元旦ネイチァリングスペシャル（1987年、ANB） レポーター
- 「酒井広のうわさのスタジオ」追悼特集「14年4カ月続いた　太陽にほえろ！　ボス!!裕次郎を偲んで」（1987年、NTV）ゲスト
- なるほど!ザ・ワールド'89春の3時間半スペシャル（1989年、CX）ゲスト

## 写真集、レコードなど
- 露口茂in太陽にほえろ!（写真集）
- 太陽にほえろ!小説24巻（単独表紙）
- 太陽にほえろ!山村刑事プロデューサー・セレクションLDBOX
- 「木曽街道いそぎ旅」ジミー時田（キャニオンレコード/1973年4月発売）B面「裏街道のバラード」（挿入歌）…露口がB面の台詞を担当している。(レコードのジャケットの写真は露口と山口崇)